# Délégation du gouvernement en Castille-et-León
La délégation du gouvernement en Castille-et-León est un organe du ministère de la Politique territoriale. Le délégué représente le gouvernement de l'Espagne dans la communauté autonome de Castille-et-León.

## Structure

### Siège
Le siège de la délégation du gouvernement en Castille-et-León se situe au 1 rue Francesco Scrimieri à Valladolid, la capitale régionale.

### Sous-délégations
Le délégué du gouvernement dans la communauté autonome de Castille-et-León est assisté de neuf sous-délégués du gouvernement. Il existe une sous-délégation dans chaque province de la communauté autonome :
- sous-délégation du gouvernement dans la province d'Ávila (Calle Hornos Caleros, 1, 05001-Ávila) ;
- sous-délégation du gouvernement dans la province de Burgos (Calle Vitoria, 34, 09071-Burgos) ;
- sous-délégation du gouvernement dans la province de León (Plaza De la Inmaculada, 6, 24001-León) ;
- sous-délégation du gouvernement dans la province de Palencia (Avenida Casado del Alisal, 4, 34001-Palencia) ;
- sous-délégation du gouvernement dans la province de Salamanque (Calle Gran Vía, 31, 37001-Salamanque) ;
- sous-délégation du gouvernement dans la province de Ségovie (Plaza Adolfo Suárez, 1, 40001-Ségovie) ;
- sous-délégation du gouvernement dans la province de Soria (Calle Alfonso VIII, 2, 42003-Soria) ;
- sous-délégation du gouvernement dans la province de Valladolid (Calle Francesco Scrimieri, 1, 47014-Valladolid) ;
- sous-délégation du gouvernement dans la province de Zamora (Plaza De la Constitución, 1, 49001-Zamora).

## Titulaires
| Délégués | Délégués                          | Dates du mandat | Dates du mandat | Parti |
| -------- | --------------------------------- | --------------- | --------------- | ----- |
|          | Domingo Ferreiro Picado           | 01/09/1986      | 17/02/1990      | PSOE  |
|          | Arsenio Lope Huerta               | 17/02/1990      | 31/07/1993      | PSOE  |
|          | Ángel Olivares Ramírez            | 02/08/1993      | 21/06/1994      | PSOE  |
|          | Carlos Conde Duque                | 21/06/1994      | 18/05/1996      | PSOE  |
|          | Isaías García Monge               | 18/05/1996      | 24/04/2004      | PP    |
|          | Miguel Alejo Vicente              | 24/04/2004      | 14/01/2012      | PSOE  |
|          | Ramiro Felipe Ruiz Medrano        | 14/01/2012      | 11/04/2015      | PP    |
|          | Juan Carlos Suárez-Quiñones       | 11/04/2015      | 11/07/2015      | PP    |
|          | Jorge Llorente Cachorro (intérim) | 11/07/2015      | 25/07/2015      | PP    |
|          | María José Salgueiro              | 25/07/2015      | 19/06/2018      | PP    |
|          | Virginia Barcones Sanz            | 19/06/2018      | 13/04/2019      | PSOE  |
|          | Mercedes Martín Juárez            | 13/04/2019      | 12/02/2020      | PSOE  |
|          | José Javier Izquierdo Roncero     | 12/02/2020      | 20/10/2021      | PSOE  |
|          | Virginia Barcones Sanz            | 20/10/2021      | 13/12/2023      | PSOE  |
|          | Nicanor Jorge Sen Vélez           | 13/12/2023      | En fonction     | PSOE  |